# Gonomyia bougainvilleae
Gonomyia bougainvilleae là một loài ruồi trong họ Limoniidae. Chúng phân bố ở miền Australasia.